# 腰原愛正
腰原 愛正（こしはら よしまさ、1947年（昭和22年）1月26日 - 2019年（平成31年）2月3日）は、日本の政治家。長野県大町市長（4期）。

## 来歴
長野県北安曇郡大町（現・大町市）生まれ。1970年慶應義塾大学商学部卒業後、清水建設に入社。1984年に退社して家業の物販販売業を継ぎ、大町青年会議所理事長を経て、大町市議会議員に当選。1990年から大町市長を4期務める。2006年に長野県副知事。2010年長野県知事選挙に出馬するが、阿部守一に敗れ落選。叙正五位、旭日小綬章追贈。

## 脚註
1. 1 2  『全国歴代知事・市長総覧』207頁。
2. 1 2 3  腰原愛正さん７２歳＝元副知事、前大町市長　／長野 毎日新聞2019年2月5日
3. ↑  「叙位叙勲」『読売新聞』2019年3月2日朝刊